# Michael Dell

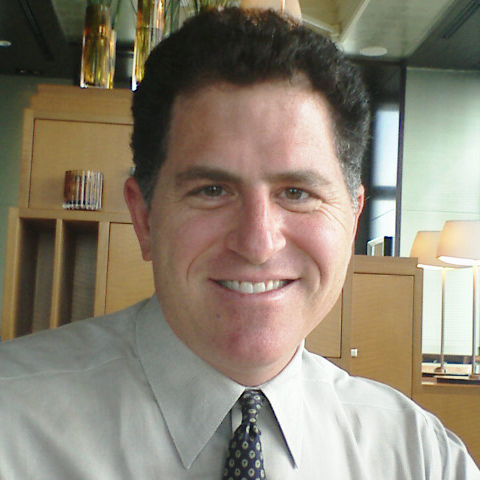
Michael Dell

Michael Saul Dell (Houston, 23 februari 1965) is de oprichter van computergigant Dell. Met een vermogen van 115 miljard Amerikaanse dollar (dec. 2024) behoort hij tot de 50 rijkste mensen ter wereld.

## Opleiding en Dell Inc.
Hij is de zoon van een orthodontist en groeide op in Houston, Texas in een gegoede joodse familie. Zijn eerste ervaring met computers was op 15-jarige leeftijd, toen hij een nieuwe Apple II computer uit elkaar haalde, en opnieuw in elkaar zette, alleen om te kijken of hem dat zou lukken.
Hij ging naar de Universiteit van Texas in Austin, en studeerde geneeskunde. Hij begon een computerbedrijfje in zijn kamer, PC's Limited.
Het bedrijfje werd zo'n succes dat hij, met een lening van zijn grootouders, op 19-jarige leeftijd stopte met zijn opleiding om aan Dell Computer Corporation te werken. Vanaf dat moment, en met verschillende tegenslagen, groeide Dell uit tot een van de grootste PC-fabrikanten ter wereld. Op 4 maart 2004 trad hij terug als bestuursvoorzitter (CEO) of algemeen directeur) van Dell, maar bleef directievoorzitter. Kevin Rollins nam zijn rol over als CEO. Op 1 februari 2007 werd Rollins ontslagen en Dell werd opnieuw directeur van zijn bedrijf. Dit wordt mede gedaan om de (aan Hewlett-Packard) verloren koppositie als computerfabrikant terug te winnen.
In september 2013 hebben de aandeelhouders van Dell ermee ingestemd dat Michael Dell het bedrijf weer zelf overneemt. Samen met de investeringsmaatschappij Silver Lake haalde hij Dell voor US$ 24,6 miljard van de beurs. Daarmee kwam een eind aan een maandenlange overnamestrijd. Miljardair Carl Icahn en Southeastern Asset Management hadden de aandeelhouders van Dell een alternatief voorstel gedaan, maar dit heeft het niet gehaald. 
In 2018 kwam zijn bedrijf, nu onder de naam Dell Technologies, weer terug naar de effectenbeurs en kreeg een notering op de New York Stock Exchange.
Michael Dell is diverse malen onderscheiden, o.a. als "Ondernemer van het Jaar" van Inc. Magazine, "Man van het Jaar" van PC Magazine, "Top CEO in American Business" van Worth Magazine en "CEO van het jaar" van Financial World en Industry Week magazines.
Hij woont in Austin met zijn vrouw, Susan, en hun vier kinderen.

## Filantroop
Op 15 mei 2006 kondigde de universiteit van Texas aan dat er US$ 50 miljoen beschikbaar was namens de Michael en Susan Dell Foundation om 'uitmuntendheid in gezondheid en onderwijs voor kinderen naar Austin te brengen'. Het geld wordt ingezet voor de bouw van drie nieuwe faciliteiten aan de universiteit. Het eerste is het Dell Pediatric Research Institute dat de nieuwe Dell Children's Medical Center zal aanvullen. Het tweede is een nieuw gebouw voor computerwetenschappen, Dell Computer Science Hall. Het derde is het Michael and Susan Dell Center for Advancement of Healthy Living, dat is bedoeld om vraagstukken rondom de gezonde ontwikkeling van kinderen het hoofd te kunnen bieden.